# Augury
Augury est un groupe canadien de death metal technique, originaire de Montréal, au Québec. Leur premier album, Concealed, est publié en septembre 2004 au label Galy Records, et sa suite, Fragmentary Evidence, en juillet 2009 chez Nuclear Blast. Leur troisième album sera publié en 2018 au label The Artisan Era.

## Biographie
L'idée de former un groupe émane en 1997, mais ce n'est pas avant 2002 que la formation d'Augury prend forme lorsque le guitariste Mathieu Marcotte quitte son ancien groupe, Spasme, et auditionne des batteurs. Il est rejoint par Dominic « Forest » Lapointe de l'ère Atheretic à la basse, et Arianne Fleury au chant. Le chanteur et guitariste Patrick Loisel se joint à eux en février 2002 après quitté son ancien groupe, Kralizec. L'ex-batteur d'Adenine, Mathieu Groulx,se joint au groupe en juin 2002, consolidant ainsi la formation.
Avec cette formation, Augury joue son premier concert, mais Mathieu Groulx quitte par la suite le groupe à cause de divergences musicales. Peu après, Étienne Gallo les rejoint à la batterie en septembre 2004, enregistrant leur premier album Concealed, publié la même année au label Galy Records.
Après la sortie de Concealed, le groupe effectue d'autres changements de formation. En 2006, le batteur Étienne Gallo part, et Augury décide de travaille avec un autre batteur, mais des conflits d'emploi du temps mènent le groupe à recontacter Gallo. Gallo revient temporairement, avant l'arrivée d'Antoine Baril. Le style musical du groupe se retrouve diversifié depuis que Patrick, Forest, et Mathieu ont écrit les morceaux de leur troisième album. C'est pendant l'écriture de leur deuxième album que Nuclear Blast est présenté à Augury par Kataklysm. Impressionné, Nuclear Blast signe Augury au label. L'album Fragmentary Evidence est publié en juillet et août 2009 en Europe et en Amérique du Nord, respectivement. À cause de morceaux comme Jupiter to Ignite et Oversee the Rebirth complexe et long, Augury ne joue que la moitié de ce premier.
Entre la fin 2009 et le début 2010, le groupe se sépare du batteur Antoine Baril et du bassiste Dominic « Forest » Lapointe. L'ancien batteur de Neuraxis, Tommy McKinnon, et le bassiste de MAG, Christian Pacaud, sont temporairement recrut pour la tournée American Defloration avec The Black Dahlia Murder, Obscura, et Hatesphere. En 2013, Both Étienne Gallo et Dominic « Forest » Lapointe sont de nouveau dans le groupe. En 2018 sort leur nouvel album, Illusive Golden Age.

## Membres

### Membres actuels
- Patrick Loisel – chant, guitare (depuis 2002)
- Mathieu Marcotte – guitare (depuis 2002)
- Dominic « Forest » Lapointe – basse (2002–2010, depuis 2012)
- Antoine Baril – batterie (2009, 2011-2012, depuis 2015)

### Anciens membres
- Sébastien Pittet - basse (2010-2012)
- Étienne Gallo – batterie (2003–2006, 2007-2009, 2012–2015)
- Mathieu Groulx – batterie (2002)
- Philipe Cousineau – batterie (2006-2007)
- Arianne Fleury  – chant (2002-2005)
- Gabrielle Borgia – chant

## Discographie
- 2004 : Concealed
- 2006 : Promo 2006
- 2009 : Fragmentary Evidence
- 2018 : Illusive Golden Age